# 39799 Hadano
39799 Hadano este un asteroid din centura principală de asteroizi.

## Descriere
39799 Hadano este un asteroid din centura principală de asteroizi. A fost descoperit pe 23 octombrie 1997 la Hadano de Atsuo Asami. El prezintă o orbită caracterizată de o semiaxă mare de 2,18 ua, o excentricitate de 0,19 și o înclinație de 3,8° în raport cu ecliptica.